# Gouda (település)
Gouda (kiejtéseⓘ), holland város és közigazgatási egység (község, gemeente) Dél-Holland tartományban, a Randstad konurbáció központi zöldövezete, a Groene Hart szélén, aminek a második legnagyobb települése, jelentős regionális funkciókkal. A nagy múltú város jelenleg csak az ország 48. és Dél-Holland tartomány 12. legnagyobb városa.
Természetföldrajzilag a Gouwe és a Hollandse IJssel összefolyásánál található. A két hajózható folyó találkozása alapozta meg a középkori város fejlődését. Lakóinak száma szerint a középkorban az első öt holland város között tartották számon. 1272-ben kapott városi jogokat. Nevét világszerte ismertté tette az innen származó gouda sajt.
Mára gazdasági jelentősége a közeli Rotterdam mögött háttérbe szorult, belvárosa emiatt is sokat megőrizhetett középkori arculatából. A belvárosban számos nagy múltú történelmi épület áll, közülük a legismertebb a gótikus városháza, valamint a hatalmas Szent János-templom. Főterén nyaranta ma is megrendezik a sok turistát vonzó híres heti sajtpiacot.

## Etimológia
Goudát a középkorban egy sor más néven is említették, mint Golde, Die Goude, Ter Goude és Tergouw, de ezek mind a Gouwe-folyó nevére vezethetők vissza. A Gouwe folyó első írásos említése 1139-ből maradt fenn, latin formában: Golda egy oklevélben: nove culture juxta Goldam (új földek a Gouwe mentén). Egy 1178-as oklevél pedig „biztos földekről” szól a Gouwe mellett (terram quandam juxta Goldam).
Magának a Gouwe folyónévnek az eredetére vonatkozóan is többféle elmélet létezik. Származhat a gouw(e) szóból, ami olyan folyóvizet jelent, amelynek mentén út húzódik. Egy másik elmélet szerint a tőzeges területen kanyargó folyócska vize aranyszínűen csillogott, így keletkezhetett neve az ógermán gulda (arany) és ahwõ (vízfolyás tengeri agyagos területen) összetételéből.
Érdekes, hogy Gouda egyetlen holland városként a középkori latinos formában őrizte meg nevét napjainkig, annak ellenére, hogy az idők során párhuzamosan több más, holland nyelvű formában is élt a neve.
Gouda lakóit „sajtfejűeknek” (Kaaskoppen) is csúfolják, bár ezt a nevet Alkmaar lakóira és általában a hollandokra is előszeretettel alkalmazzák. Ez az elnevezés eredetileg valószínűleg a közeli Stolwijkből származik, ahonnan adatok vannak arra, hogy konfliktusok idején a lakosok a sajtok készítésére szolgáló kis hordókat tették a fejükre sisak gyanánt.

## Története

### Korai történet
A római időkből a város területén csak szegényes leletek kerültek elő. Valószínűleg a mai Bloemendaal városrész területén volt egy vagy két római villa. A 3. század végén azonban, az időjárás nedvesebbé válása és a talaj elmocsarasodása miatt, a lakosság elhagyta a területet.
A mai város helyén ezután tőzegmocsár terült el, kis vízfolyásokkal, köztük a Gouwe folyócskával, egészen a 11. századig, amikor megindult a Gouwe partjain elterülő földek megművelése, beleértve a mai belváros területét is.

### Középkor
1139-ben említik először írásban Gouda nevét, az utrechti püspökség egyik dokumentumában. A 13. században a Gouwe folyócskát csatornával kötik össze a Rajna régi főágával, az Oude Rijn-nal. A Gouwe és a Hollandse IJssel folyók összefolyásánál a Gouwe torkolatát kibővítették, hogy alkalmassá tegyék hajók kikötésére. A kialakult hajózóutat a Franciaországgal és Flandriával, valamint a Balti-tenger térségével folytatott kereskedelem céljaira használták. 1272-ben V. Flórián holland gróf városi jogokat adományozott az időközben fontos településsé vált Goudának. A várost 1361-ben és 1438-ban súlyos tűzvészek pusztították. Az utóbbi esetében mindössze négy ház maradt épen.
Már a 12. században említenek a források egy motte típusú – mesterséges dombra fából épített erődítmény – várkastélyt Goudában, amelynek lakói a Van der Goude család tagjai voltak. Röviddel 1300 előtt azonban ezt a várat lerombolták, valószínűleg azért, mert urai V. Flórián holland gróf politikai ellenfelei voltak, és az ő meggyilkolása után nekik is felelniük kellett ezért a tettért. A hely Blois grófjának tulajdonába került, és ez a család 1361 és 1384 között egy új kastélyt építtetett a város szélén, a Gouwe és a Hollandse IJssel összefolyásánál, a kikötő védelmére is alkalmas helyen.

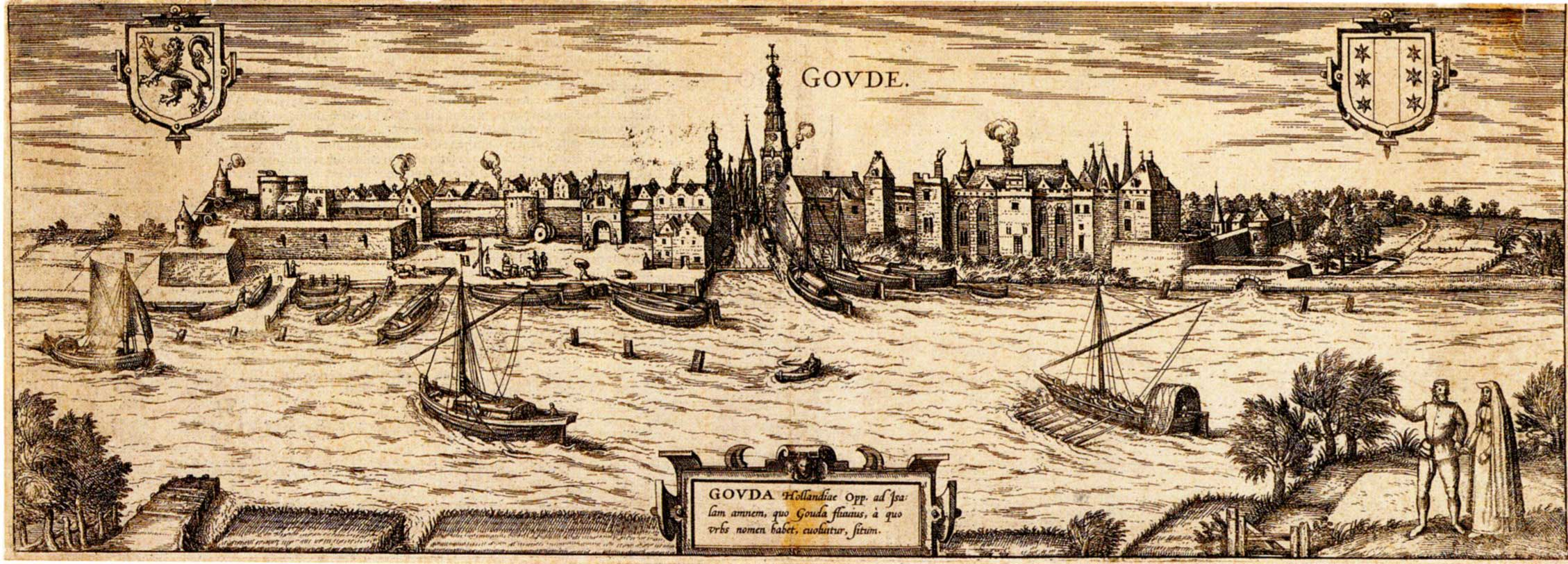
Gouda látképe a Hollandse IJssel felől a kastéllyal (jobbra). Frans Hogenberg alkotása, 1573 körül

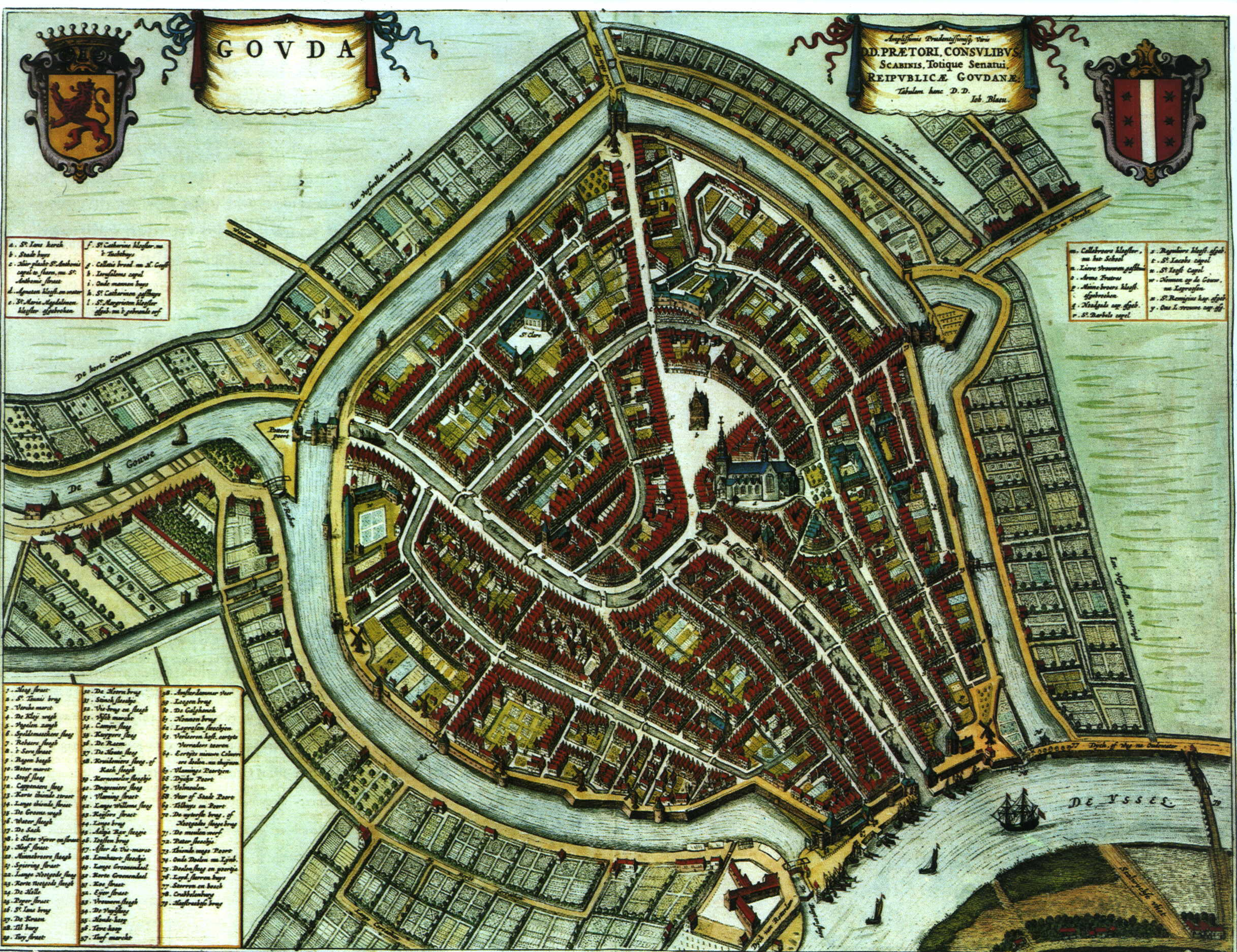
Gouda egy 1652-es térképen. Balról érkezik a körcsatornát tápláló Gouwe, a képen alul a Hollandse IJssel látható

1350 körül ásták ki a várost övező csatornákat, védművekkel kiegészítve, ezzel véglegesítve is a belváros határait. A körcsatorna szakaszai a Fluwelensingel, Blekerssingel, Kattensingel és Turfsingel neveket kapták. (Singel hollandul a városmagokat körülölelő, védelmi célokra is épült csatornák neve.) A 15. század végére az egész belvárost körülvették várfalakkal, kapukkal és tornyokkal. A kastély ennek a védelmi rendszernek a részévé vált. A 19. században azonban, miután katonai jelentőségét elvesztette, az egész falrendszert lebontották.
1365-ben a város vezetősége megvásárolta a piac területét a Van der Goude családtól, hogy ott felépítse a városházát. Maga az építkezés azonban anyagi okok miatt csak 1448-ban kezdődött el. A ma is álló épület a város jelképévé vált.
A Szent János-templom mai formájában Cornelis Frederickszoon van der Goude tervei alapján épült fel 1552-ben, miután több elődjét tűz pusztította el.
A 14. században alakultak meg a város kézműveseit tömörítő céhek. Ezek a szakmai szervezetek gazdasági érdekvédelmi feladatokat láttak el, de emellett gondoskodtak rászoruló tagjaik temetéséről, támogatták az özvegyeiket és árváikat, illetve a céhek öreg és beteg tagjait. A reformáció előtt a legtöbb céhnek saját oltára volt a Szent János-templomban. A céhek egészen 1815-ös felszámolásukig a város gazdasági életének főszereplői voltak.
A nyolcvanéves háború kezdetéig (1568) Gouda jelentős szerepet játszott a sör és a posztó kereskedelmében. Sört nagyrészt Németországba exportáltak hajóval, Hamburgon keresztül. A háború miatt a sörexport lehetetlenné vált, és a legtöbb sörfőzde tönkrement.
1572-ben az ellenfeleik által „koldusoknak” elnevezett protestáns felkelők Adriaen van Swieten vezetése alatt elfoglalták Goudát. Fosztogatásokra is sor került, és a városi vezetés a képrombolás megakadályozása érdekében bezáratta a Szent János-templomot. A felkelők egyik vezetője, a szélsőséges cselekedeteiről ismert Willem II van der Marck Lumey két papot megkínzott és megölt. 1573-ban a Szent János-templomot átadták a reformátusoknak. 1577-ben megkezdték a kastély lebontását.
A nyolcvanéves holland függetlenségi háború első szakaszában, a tizenkét éves fegyverszünet (1609–1621) időszakáig Goudában – a köztársaság más területeitől eltérően – a vallási tolerancia klímája uralkodott. Nagy szerepe volt ebben a széles látókörű Herman Herbers prédikátornak. A neves humanista, Dirck Volckertszoon Coornhert nagyra értékelte ezt, és egyik művét (De synodus van der consciëntiën vryheydt, A lelkiismereti szabadság szinódusa) a város vezetőségének ajánlotta.
A goudai prédikátorok ezen az alapon a holland kálvinista egyházon belül a megengedőbb arminiánusok (remonstránsok) és ellenfeleik, a szigorú kálvinisták (kontraremonstránsok, gomaristák) közötti küzdelemben az előbbiek pártjára álltak. A dorti zsinaton (1619) azonban a kontraremonstránsok győztek, és a három goudai arminiánus prédikátornak el kellett hagynia a várost. Helyükbe az „eretnekvadász” Anthony Cloots lépett, aki éveken át aktívan üldözte a másként gondolkodókat. Móric orániai herceg halála után (1625) enyhültek az üldöztetések. Az ezt követő időszakban a goudai egyházközségen belül állandósultak a belső küzdelmek. Teret nyert a városban az ellenreformáció is, különösen Petrus Purmerent lelkipásztor munkássága nyomán.

#### Pestisjárványok
1570 és 1680 között a várost négy súlyos pestisjárvány sújtotta (1574, 1625, 1636 és 1673). A legsúlyosabb az 1673. évi volt, amikor 2995 ember életét követelte.
A pestisben szenvedők számára felépítettek egy külön karantént. A fertőzöttek házait lezárták, ágyneműjüket és hulladékaikat a városon kívül kellett elégetni, a betegeknek fehér pálcát kellett magukkal hordaniuk, és csak azzal mutathattak a piacon a megvásárolni szándékozott árura. A járvány általában először a szegényeket sújtotta, de elterjedése után a gazdagabbakat sem kímélte.

### Újkor
A 16. század súlyos politikai és gazdasági gondjai után a 17. század első felében a város magára talált, 1665 és 1672 között pedig egy kimondottan virágzó korszakot élt át, amelynek azonban az 1672-ben kitört háború és az 1673-as nagy pestisjárvány véget vetett. A következő fellendülés csak 1700 körül indult meg, és 1730-ig tartott. Utána azonban, egészen a 19. század derekáig, Gouda újra a gazdasági fejlődés perifériájára szorult. A város ebben az időszakban az ország egyik legszegényebb települése volt, a „goudai” és a „koldus” szinte szinonimák voltak.
A várost először 1832-ben sújtotta kolerajárvány. A betegek számára külön kórházat hoztak létre. A hiányos higiénia és a rossz minőségű ivóvíz (gyakran a csatornák vizét itták az emberek) miatt a járványok újra meg újra megismétlődtek. Willem Frederik Büchner városi orvos erőfeszítései nyomán azonban 1872-ben megkezdődött a városi szennyvízcsatorna-hálózat létrehozása, és 1883-ban rákapcsolták az első házakat az ivóvízvezetékre. Ennek nyomán a kolerajárványok fokozatosan megszűntek.
1830-tól elhordták a városfalakat. Az utolsó városkapu-épületet, amely addig börtönként is szolgált, 1854-ben bontották le. A 19. század második felében javulni kezdett a gazdasági klíma. Új gyárakat hoztak létre, mint a gyertyagyár (1853) és a gépi fonoda (1862), amelyek a város gazdaságának húzóerőivé váltak. 1855-ben avatták fel a goudai vasútállomást az újonnan épült Rotterdam-Utrecht vasútvonalon, bár a városi elöljáróság csak nehezen ismerte fel az új közlekedési eszköz előnyeit. 1869-re azonban már felépült egy nagyobb állomásépület, és kialakították a megfelelő utcai kapcsolatokat is a belvárossal. 1870-re Hágával is létrejött a közvetlen vasúti összeköttetés,
Három városi kisvasút is kiépült, bár tényleges városi villamosvasút soha nem jött létre. Az első vonalon gőzmozdony járt 1882 és 1892 között, majd ezután lóvasútként üzemelt 1917-ig. A másik gőzvontatású kisvasút vonala 1883 és 1907 között üzemelt. A harmadik 1914-től 1942-ig működött, amikor is a német megszállók felszedték síneit. A várost érintő utolsó vasúti vonalfejlesztésre 1934-ben került sor az Alphen aan den Rijnbe vezető vonal megnyitásával.
A 19. század második felében kezdődött meg a gondolkodás a városnak a csatornák gyűrűjén túli kibővítéséről. Az első tényleges ilyen lépésre 1901-ben került sor. Addigra ugyanis a városban alapított új gyárak, üzemek számára több munkáskézre, nekik pedig munkáslakásokra volt szükség. Így épült meg nyugaton a Korte Akkeren, keleten pedig a Kort-Haarlem negyed.

### A második világháború
James goudai polgármestert a németek már közvetlenül az ország lerohanása után, 1940 júniusában letartóztatták, és 1941-ben a holland náci párt (Nationaal-Socialistische Beweging) tagját, Lierát ültették a helyébe. James a felszabadulás után azonnal újra elfoglalta hivatalát.
Gouda fontos vízi, vasúti és közúti közlekedési csomópontként a szövetségesek bombázásának célpontjává vált. Különösen a vasútállomást és a csatornák zsilipjeit érték súlyos támadások, amelyeknek összesen 46 polgári áldozata is volt. Az utolsó bombatámadásokat 1944. november 6-án és 26-án intézték a város ellen, ezek legalább 25 halott és számos sebesült áldozatot követeltek.
A város zsidó lakosságának nagy többségét a megszállók elhurcolták a megsemmisítő táborokba; mindössze 40-en élték túl a holokausztot. Összesen 328 goudai zsidó esett áldozatul az üldöztetésnek.

### A második világháború után
A második világháború után további jelentős bővítésekre került sor, először északi irányban az északi városi csatorna (Stadskanaal-Noord) mentén, majd megépült Oosterwei keleten, a város bekebelezte a kis Bloemendaal helységet északnyugaton, létrejött Plaswijck negyed északkeleten és Goverwelle, Oosterweitől keletre. Ezekre a fejlesztésekre már nagyrészt azért volt szükség, mert Gouda bekerült Rotterdam és Hága vonzáskörzetébe. Bloemendaal negyed közművesítése nagy pénzügyi nehézségeket okozott a tőzeges altalaj miatt. Egészében azonban a fejlesztések hozzájárultak a város új gazdasági-társadalmi felvirágzásához.
A belvárosban már 1940-ben megkezdődött a csatornák feltöltése, ami a háború után folytatódott. A lakosság azonban tiltakozott a városkép megváltozása miatt, és ezért a folyamat hamarosan abbamaradt.
1977-ben megszüntették a heti sertéspiacot, ami a legnagyobb volt az országban. A csütörtökönként megrendezett sajtpiac azonban fennmaradt, és fontos turisztikai látványossággá lényegült át.
1984-ben megépült az új központi vasútállomás.
Goudába a 70-es évektől kezdve sok marokkói vendégmunkás érkezett, akiknek nagy része letelepült. Ennek eredményeképpen mára a városképet három mecset is színesíti.

### Kronológia
A város története évszámokban:
| Évszám    | Esemény |
| --------- | --- |
| 1139      | A település első említése Gouwe néven |
| 1143      | Herbert utrechti püspök okiratában Gouda néven szerepel                                                                                  |
| 1248      | Első templomának építése |
| 1272      | Városi jogokat kap V. Flórián holland gróftól                                                                                            |
| 1340      | Megkezdődik a városfalak és a csatornák építése                                                                                          |
| 1361      | Az első nagy tűzvész, amelyben elpusztul az első Szt. János-templom is                                                                   |
| 1379      | Elkészül a városi kastély |
| 1395      | A város megvásárolja a piactér tulajdonjogát Guy van Blois-tól, Soissons grófjától                                                       |
| 1410      | A második Szt. János-templom felszentelése                                                                                               |
| 1426      | Bajorországi Jakoba holland grófnő kelyhet ajándékoz a városnak szolgálatai fejében                                                      |
| 1438      | Hatalmas tűzvész, mindössze öt ház marad meg a városban                                                                                  |
| 1443      | A harmadik Szt. János-templom felavatása                                                                                                 |
| 1448      | A városháza építésének kezdete |
| 1552      | Villámcsapás miatt leég a Szt. János-templom, újjáépítik                                                                                 |
| 1572      | Adriaen van Swieten vezetésével a spanyol uralom elleni felkelők foglalják el a várost, amely így I. Vilmos, Oránia hercege pártjára áll |
| 1576      | Megépítik a Mallegat-zsilipet a Gouda melletti gyorsabb hajózás érdekében (eleinte kizárólag hadihajók használatára)                     |
| 1595      | A goudai hajós-testvérpár, Cornelis de Houtman és Frederik de Houtman megteszi első útját Kelet-Indiába                                  |
| 1617      | Willem Baernelts megkezdi a városban az agyagpipa gyártását                                                                              |
| 1647      | Betegsegélyező együttműködés megindulása a városban                                                                                      |
| 1667      | Pieter Post építész megbízást kap a mázsálóház (Waag) megépítésére                                                                       |
| 1714      | Ignatius Walvis összeállítja a város történetéről szóló első munkát                                                                      |
| 1783      | Városi véderő létrehozása |
| 1792      | Megjelenik az első városi újság, a De Goudsche Courant                                                                                   |
| 1808      | Lebontják a régi kastély utolsó tornyait                                                                                                 |
| 1813/1817 | Cornelis Johan de Lange megjelenteti a város történetének második leírását                                                               |
| 1816      | Létrehozzák a város és környékének kereskedelmi kamaráját                                                                                |
| 1828      | Döntés a városfalak lebontásáról (a kapukkal és tornyokkal együtt)                                                                       |
| 1836      | Az 1834-es, a holland református egyházban történt szakadás nyomán az elszakadók önálló egyházat alapítanak Goudában is                  |
| 1846      | Megnyílik az első városi uszoda |
| 1850      | Intézményt hoznak létre a koldusok foglalkoztatására és elszállásolására                                                                 |
| 1853      | Megkezdi munkáját a gyertyagyár |
| 1853      | Bevezetik a gázvilágítást a városban |
| 1855      | Gouda vasúti összeköttetést kap Utrecht és Rotterdam (majd 1870-ben Hága) felé                                                           |
| 1870      | Az utolsó kivégzés a városban |
| 1883      | A vezetékes ivóvíz-szolgáltatás megindulása                                                                                              |
| 1903      | Új csatorna-összeköttetés az ország többi részével                                                                                       |
| 1910      | Városi elektromos centrálé kiépítése |
| 1910      | Középfokú szakiskola megnyitása |
| 1915      | Köztisztasági vállalat létrehozása |
| 1922      | Megszüntetik az utolsó városi kaszárnyát                                                                                                 |
| 1926      | Megnyílik a városi turistairoda |
| 1929      | Megnyílik a városi könyvtár |
| 1931      | A Juliana-zsilip építésének megkezdése; lényeges javulás a belvízi hajózásban                                                            |
| 1932      | Megnyílik az Ipari és Háztartási Iskola                                                                                                  |
| 1936      | Tűz pusztítja el a gyertyagyárat |
| 1944      | Gouda vasútállomása bombatámadást szenved                                                                                                |
| 1948      | Megszüntetik az utolsó vámszedő helyet                                                                                                   |
| 1968      | Új lakónegyed építése indul meg a Bloemendaal polder területén                                                                           |
| 1977      | Megszűnik a sertés-hetivásár a városban                                                                                                  |
| 2004      | Gouda engedélyt szerez a nyugati irányú terjeszkedésre (Westergouwe)                                                                     |

## Földrajza

### Fekvése
Gouda a Randstad, a nagy holland központi konurbáció déli részén terül el, kissé benyúlva a Randstad által körülvett zöld zónába (Groene Hart, Hollandia „zöld szíve”). A szomszédos községek északról kezdve, az óramutató járásával egyező irányban: Bodegraven-Reeuwijk, Vlist és Ouderkerk, Zuidplas és Waddinxveen. Legfontosabb szomszédai délnyugatra Rotterdam és nyugatra Hága.
Gouda területe csak 18,10 km², amiből 16,92 km² szárazföldi, a többi vízfelület. Gouda, mint községi közigazgatási terület határai egybeesnek a város határaival. A 2000-es évektől vita folyik a közigazgatási terület bővítéséről szomszédai rovására; erről végső soron a holland parlamentnek kell majd döntenie.

### Geológia és tájkép
Gouda belvárosa agyagos talajon fekszik. A többi városrész azonban főleg a korábbi, lecsapolt tőzegmocsár helyére épült, ezért folyamatosan küzdeni kell a talajsüllyedéssel. A lakott területet rétek és polderek veszik körül.

### Vizei

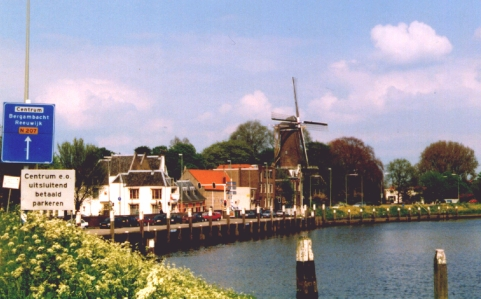
A Hollandse IJssel Gouda belvárosánál

Gouda két jelentősebb vízfolyás találkozásánál fekszik: a várost délről a Hollandse IJssel határolja, míg nyugatra a Gouwe folyik. Mindkét folyó nagy szerepet játszott Gouda fejlődésében, mivel közlekedési kapcsolatot biztosítottak egyrészt Flandria, másrészt Hollandia többi tartománya felé. A belső víziutak a középkorban biztonságosabb közlekedési szállítási útvonalat jelentettek, mint a viharos, illetve a gyakori nemzetközi konfliktusok által érintett Északi-tenger. A kereskedelmi hajók így áthaladtak Gouda belvárosán és nem csak vámot fizettek, hanem az áruforgalom révén a helyi kereskedelem és ipar fellendüléséhez is hozzájárultak.
A 20. századra aztán a természetes víziutak és a régi csatornák már alkalmatlanokká váltak a modern teherforgalom lebonyolítására, ezért új csatornákat és zsilipeket építettek a város körül. Azonban a Gouwe és a Hollandse IJssel lehetőségeit ma is használja mind a teherhajózás, mind a népszerű vízi turizmus.

### Éghajlata
Gouda a mérsékelt övi óceáni éghajlat hatása alatt áll, időjárása szeles, enyhe, csapadékos. A mintegy 30 kilométerre fekvő De Bilt meteorológiai állomás alábbi hivatalos éghajlati adatai Goudára is érvényesek.
| Hónap                                                                      | Jan. | Feb. | Már. | Ápr. | Máj. | Jún. | Júl. | Aug. | Szep. | Okt. | Nov. | Dec. | Év   |
| -------------------------------------------------------------------------- | ---- | ---- | ---- | ---- | ---- | ---- | ---- | ---- | ----- | ---- | ---- | ---- | ---- |
| Átlagos max. hőmérséklet (°C)                                              | 5,2  | 6,1  | 9,6  | 12,9 | 17,6 | 19,8 | 22,1 | 22,3 | 18,7  | 14,2 | 9,1  | 6,4  | 13,7 |
| Átlagos min. hőmérséklet (°C)                                              | 0,0  | −0,1 | 2,0  | 3,5  | 7,5  | 10,2 | 12,5 | 12,0 | 9,6   | 6,5  | 3,2  | 1,3  | 5,7  |
| Átl. csapadékmennyiség (mm)                                                | 67   | 47   | 65   | 44   | 61   | 72   | 70   | 58   | 72    | 77   | 81   | 77   | 791  |
| Forrás: Világmeteorológia (angol nyelven). (Hozzáférés: 2011. február 16.) |      |      |      |      |      |      |      |      |       |      |      |      |      |

## A város közigazgatási beosztása

### Kerületek
Gouda közigazgatási területe kilenc kerületre oszlik. A történelmi városmag a Belváros (Binnenstad). E csatornákkal körülvett területen sok üzlet és vendéglátóipari létesítmény található.
A belső csatornagyűrűn kívüli városrészek közül a legrégebbi a Korte Akkeren, ami 1900-ra készült el. Ez a városrész a centrumtól nyugat-délnyugatra fekszik, csaknem teljesen vízzel van körülvéve. Itt van Kromme Gouwe ipari terület. Távolabb nyugatra már polderek találhatók.

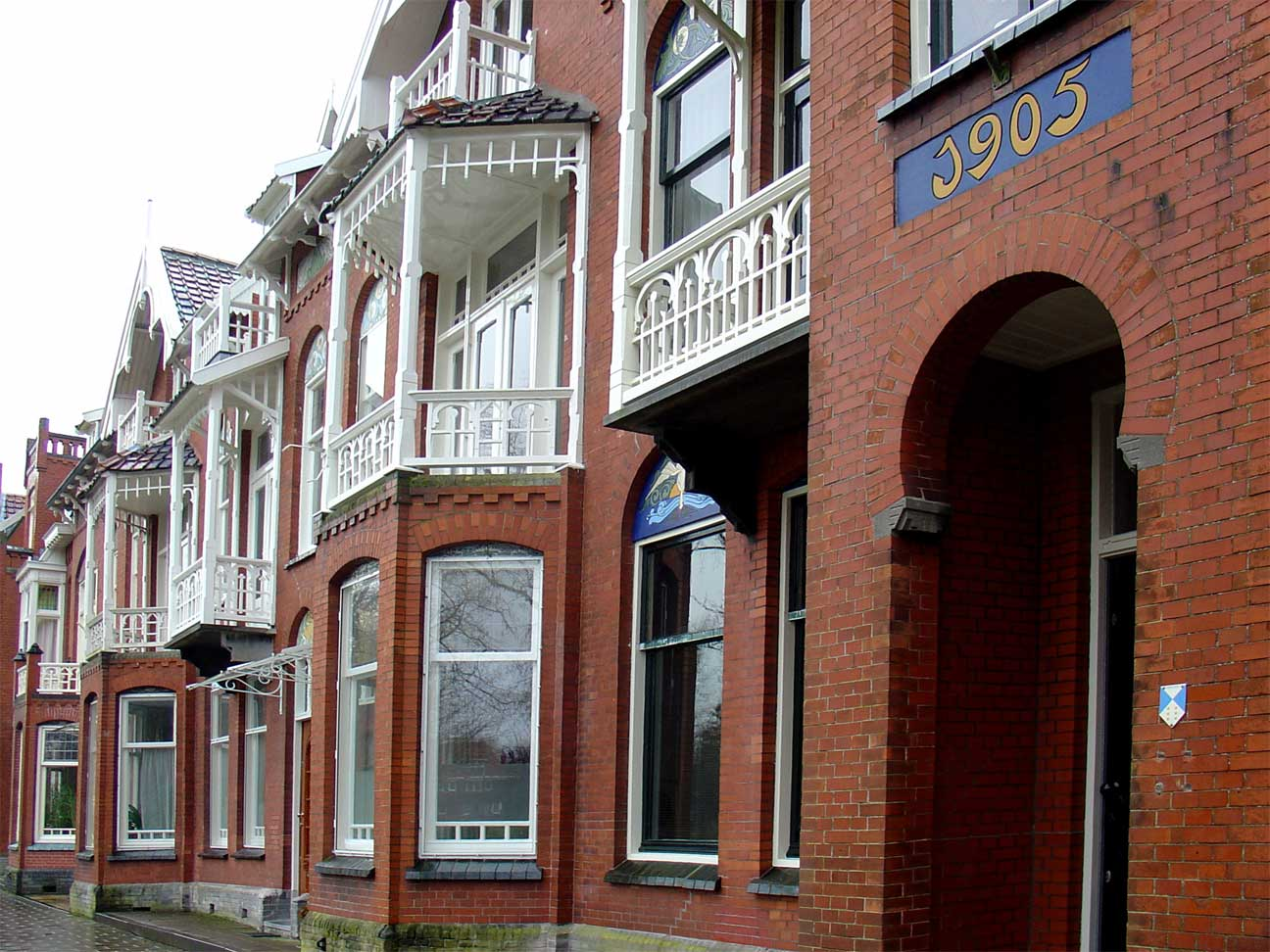
Szecessziós stílusú épületek a Nieuwe Park (Új park) városrészben

A centrumtól északnyugatra található a Nieuwe Park (Új park) városrész, ami közigazgatásilag a Belvároshoz tartozik. Itt van a városi főpályaudvar és a Gouwe Spoor ipari negyed. A névadó park környékén különböző stílusú nagypolgári házak találhatók.
A vasútvonal túloldalán található a Bloemendaal kerület, ami az 1970-es években épült, és mintegy 9100 lakosa van. Itt van még a goudai kikötő ipari területe, egy nagy sportkomplexum és a környék nagy kórházának (Groene Hart Ziekenhuis) főépülete.
A szomszédos Plaswijck kerületnek van a legtöbb lakosa, csaknem 13 000. Bloemendaal, Plaswijck és a vasúttól északra elterülő Achterwillens adják együttesen Gouda északi részét.
A vasútvonaltól délre terül el Kort Haarlem negyede. Bár a házak nagy része a 20. század elejéről származik, néhány történelmi jelentőségű épület is látható itt. Ennek a része a Gouda Oost városrész, aminek továbbá részét alkotja az Oosterwei. Ez a városrész a Hollandse IJssel folyóra támaszkodik, ami elválasztja a szomszédos Stolwijkersluis negyedet Gouda többi részétől. Ez utóbbi, mindössze 410 lakóval, nagyon ritkán lakott.
A legújabb lakónegyed a nyolcvanas és kilencvenes években Gouda délnyugati részén épült Goverwelle. Ez a város legsűrűbben lakott területe.
A további fejlesztésekre elsősorban a város nyugati széle alkalmas (Westergouwe), valamint a pályaudvar környéke. Ez utóbbi városrészben tervezik az új városháza felépítését is.

### Parkok és természetvédelmi területek
Bár Gouda környékén sok a nyitott, természetes táj, magában a városban, különösen a sűrűn beépített történelmi városmagban az országos átlagnál kevesebb a zöldfelület. A közigazgatási területen belüli zöldterületek főleg a város határán helyezkednek el, mint a Noorderhout (Északi erdő) és az A12-es autópálya melletti, a hangvédőfal szerepét is betöltő növényzet. A város keleti részén fekszik a Goudse Hout (Goudai erdő), egy felparcellázott zöldterület.
A várostól északkeletre a 18. századi tőzegkitermelés helyén sekély tavacskák láncolata, a Reeuwijkse plassen alakult ki, amely most rekreációs célokat szolgál. Nyaranta a város lakói itt úszhatnak, csónakázhatnak, vitorlázhatnak, kemény teleken pedig korcsolyázni lehet.
A belváros parkjai közül említésre méltó a Szent János-templom melletti Vroesentuin, ami 1832-ig temető volt, és a Catharinatuin, a korábbi Catharina-vendégházból kialakított múzeum kertje az állandó szoborkiállítással.
Albertus Adrianus van Bergen IJzendoorn polgármester a 19. század végén saját kertjét örökül hagyta a városra, ebből alakult ki a Van Bergen IJzendoornpark.

## Népessége

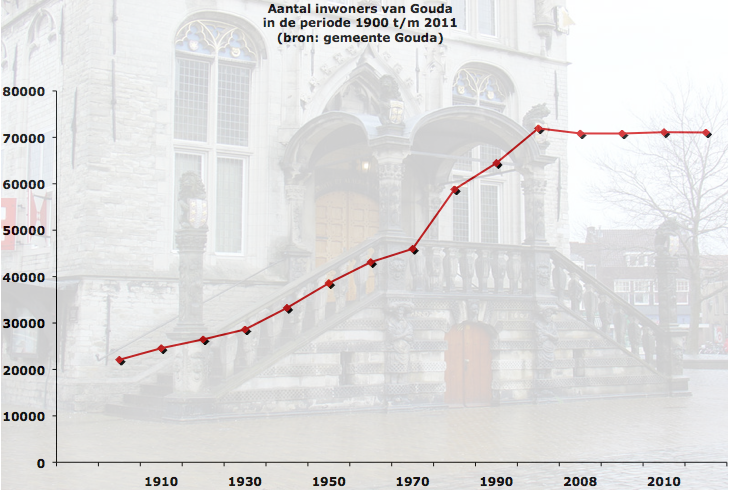
A lakosság számának alakulása 1900 és 2008 között

Gouda közigazgatási területének (község) 2011 novemberében 71 253 lakosa volt. A község területe 1811 hektár, a népsűrűség 42 lakos hektáronként.

### A lakosság számának alakulása
A középkorban Gouda Hollandia nagy és jelentős városává növekedett. 1477 körül a lakosság száma elért egy átmeneti csúcspontot, mintegy 10–13 ezer lakossal. Ezután a lakosságszám csökkent és egy alacsonyabb szinten állandósult. 1622-ben elérte a 14 880 főt, de ezután sem növekedett lendületesen. A város lakossága csak a 20. század elejére érte el a 20 000 főt.
A második világháború előtti 30 000-es létszámhoz képest a háború utáni évtizedekben gyorsabb növekedés indult meg. Újabb csúcspontját 2004. január 1-jére érte el 71 999 lakossal.
A város terveiben további növekedéssel számol: 2020-ig 6290 új lakás építését irányozták elő, ebből 3740-ét Westergouwe negyedben. Ezek szerint az elképzelések szerint 2020-ra a lakosság száma 79 578-ra és 2025-re 81 613-ra nőne.
| Dátum           | Lakosok |
| --------------- | ------- |
| 1900. január 1. | 22 085  |
| 1910. január 1. | 24 574  |
| 1921. január 1. | 26 472  |
| 1930. január 1. | 28 612  |
| 1940. január 1. | 33 257  |

| Dátum           | Lakosok |
| --------------- | ------- |
| 1950. január 1. | 38 595  |
| 1960. január 1. | 43 118  |
| 1970. január 1. | 45 990  |
| 1980. január 1. | 58 793  |
| 1990. január 1. | 64 471  |

| Dátum           | Lakosok |
| --------------- | ------- |
| 1999. január 1. | 71 586  |
| 2002. január 1. | 71 687  |
| 2003. január 1. | 71 633  |
| 2004. január 1. | 71 799  |
| 2005. január 1. | 71 764  |

| Dátum           | Lakosok |
| --------------- | ------- |
| 2006. január 1. | 71 382  |
| 2007. január 1. | 70 943  |
| 2008. január 1. | 70 845  |
| 2009. január 1. | 70 828  |
| 2010. január 1. | 71 115  |

| Dátum           | Lakosok |
| --------------- | ------- |
| 2011. január 1. | 71 036  |
| 2012. január 1. | 71 195  |

### A lakosság összetétele
| Gouda lakosságának származás szerinti összetétele 2010. január elsején   | Gouda lakosságának származás szerinti összetétele 2010. január elsején |
| Etnikum                                                                  | Lakók száma                                                            |
| ------------------------------------------------------------------------ | ---------------------------------------------------------------------- |
| Belföldi eredetű lakosság                                                | 55 208                                                                 |
| Nyugati külföldi eredetű lakosság                                        | 5 352                                                                  |
| Nem-nyugati külföldi eredetű lakosság közülük marokkóiak közülük törökök | 10 555 6 606 431                                                       |
| Összesen                                                                 | 71 115                                                                 |

Gouda népességének korfája

A város lakóinak 25%-a 19 éves vagy fiatalabb. 18%-uk 19 és 35 év közötti, 22%-uk 35-től 49 éves. Húsz százalékuk tartozik az 50–64 éves kategóriába, és 15%-uk 65 éves vagy idősebb. Gouda sok év után először 2009-ben tapasztalt pozitív migrációs mérleget (+171 fő), és a születések száma is meghaladta a halálozásokét 247 fővel.
Gouda lakosságának 22%-a rendelkezik külföldi állampolgársággal (is). Ez valamelyest meghaladja a holland átlagot (20%). Közülük 7% nyugati, 15% pedig nem-nyugati eredetű. 2010. január 1-jén Goudában 54 magyar állampolgár élt, közülük 21 fő magyar-holland kettős állampolgár volt. A külföldiek száma és aránya a városban fokozatosan növekszik.
Származás szerint a külföldiek marokkóiak (6606), Holland-Indiából érkeztek (1215), németországiak (1014), suriname-iak (909), a volt Jugoszlávia területéről érkeztek (521), illetve törökök (431). A marokkóiak a város lakosságának mintegy 10%-át adják.
Városrész szerint a legtöbb külföldi a keleti részen lakik (52%). Oosterwei negyedben a külföldi származásúak 71%-ot tesznek ki, közülük a marokkóiak 51%-ot. Korte Akkeren negyedben a lakosság 26%-a külföldi eredetű.

### Vallás
| Dél-Holland tartomány keleti része lakóinak vallási megoszlása |          |
| Vallás                                                         | Százalék |
| Római katolikus                                                | 19,9     |
| Holland református                                             | 18,8     |
| Református                                                     | 9,8      |
| Iszlám                                                         | 5,1      |
| Egyéb                                                          | 2,3      |
| Nem vallásos                                                   | 44,1     |

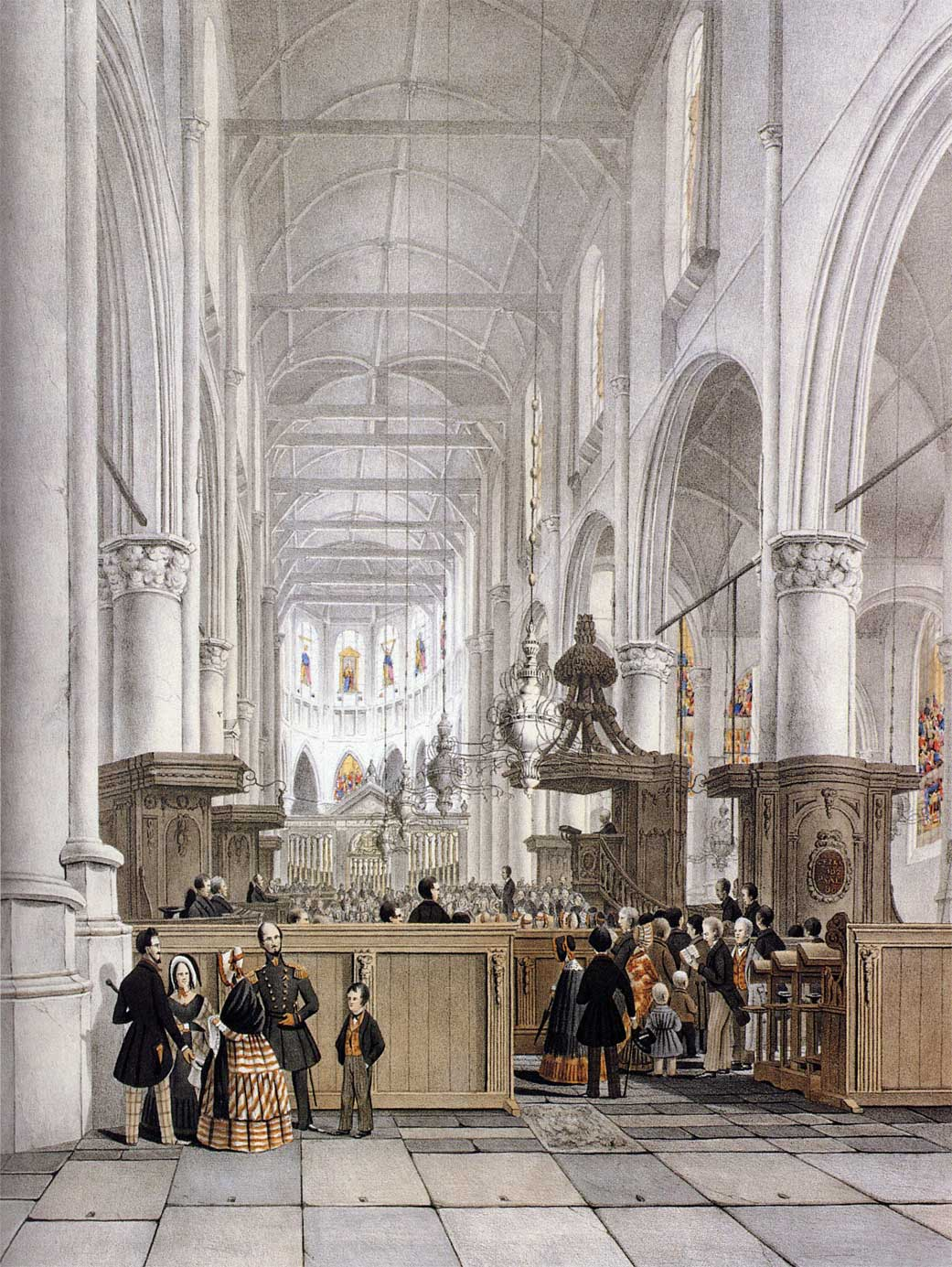
A Szent János-templom belső képe, Dirk Johannes van Vreumingen festménye

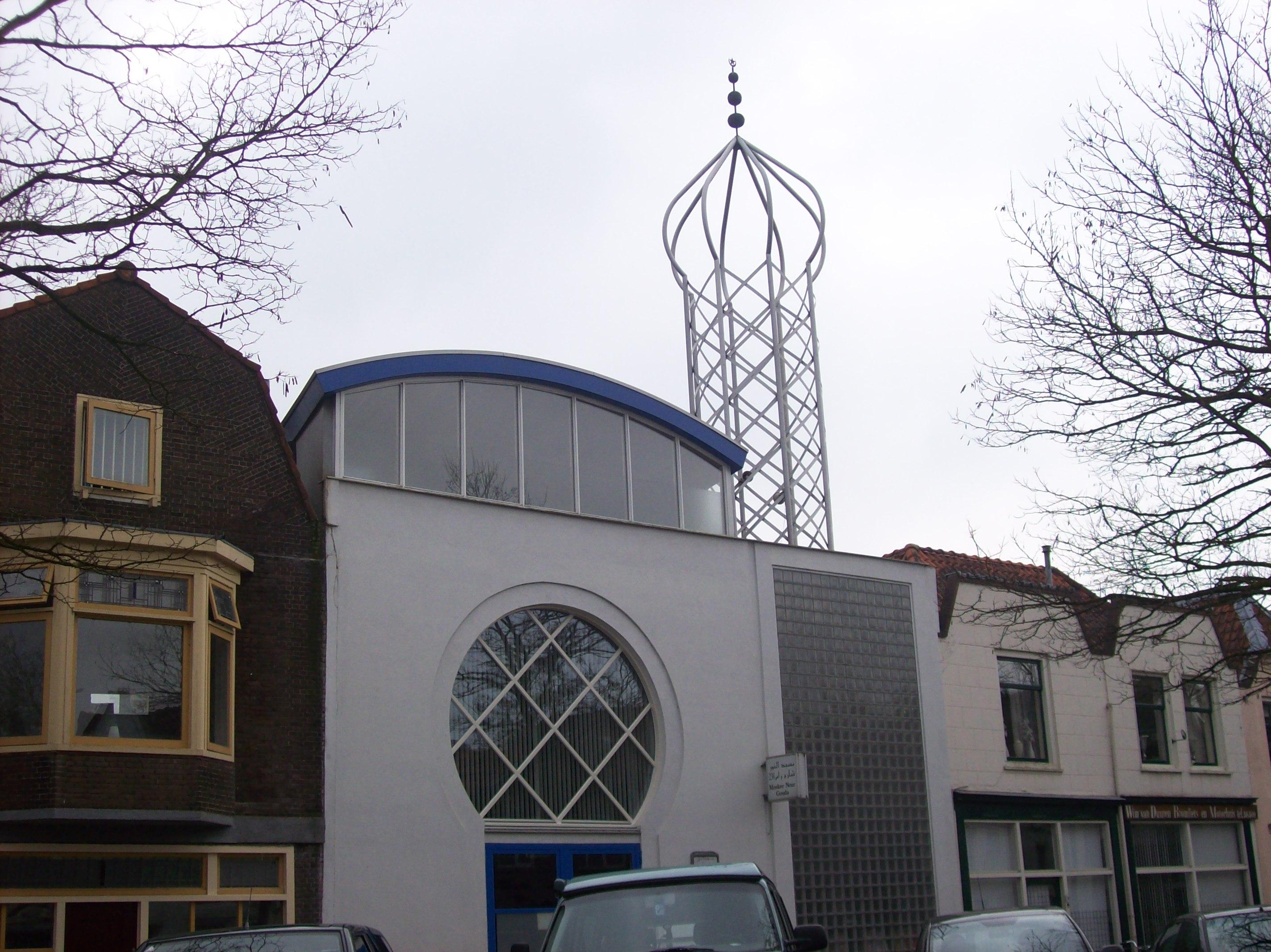
A Nour-mecset Gouda belvárosában

Magának a városnak a vallási helyzetéről nem állnak rendelkezésre konkrét adatok, de a Goudát is magába foglaló régió, Dél-Holland tartomány keleti része lakóinak vallási megoszlását a mellékelt ábra mutatja. Goudát hagyományosan a vallásos holland városok, a „Biblia-övezet” részének tekintik. A választásokon a vallási irányultságú pártok az országos átlagnál jobb eredményekre számíthatnak. Itt található a kevés hollandiai középfokú református egyházi iskola egyike is.
Gouda a vallásosság mellett történelme során a toleranciájáról is ismert volt. A középkorban gyakran telepedhettek meg itt a vallási „másként gondolkodók”.
A 18. század végén, röviddel az egyenlő polgári jogok megkapása után, Goudában zsidó közösség jött létre. Száz évvel később, 1899-ben ez a közösség mintegy 400 tagot számlált, zsinagógával és idősek otthonával rendelkezett. A zsidó lakosságot azonban a második világháborúban nagyrészt elhurcolták és megölték. Az elhagyott zsinagógát az evangélikus közösség, az idősek otthonát a holland református egyház vette meg. 1964-ben a maradék helybéli zsidók a rotterdami zsidó közösséghez csatlakoztak.
Gouda védőszentje Keresztelő János. A Szent János-templom neki van szentelve, és az ő hagyományos fehér és vörös színei találhatók a város címerében és zászlaján. Ezeket a színeket használta egyébként a középkori helyi Van der Goude nemesi család is.
A városban régebben számos kolostor is működött. Ezekre ma már leginkább csak az utcanevek emlékeztetnek. Számos templom fennmaradt azonban. Az utóbbi években három mecset is épült az iszlám hívei lelki szükségleteinek kielégítésére, a Nour, az Assalam és az El Fath. A Korte Akkeren negyedben nemrégiben még szabadkőműves páholy is működött „De Waare Broedertrouw” (Az igazi testvéri hűség) néven, de honlapja már nem elérhető.

## Dialektus
A középkorban Goudában is, mint Hollandia legtöbb más nagyobb városában, a holland nyelv helyi dialektusát beszélték. Az eredeti goudai városi dialektus egyik legfontosabb jellegzetessége, hogy egyáltalán nem ejti a „h” hangot. A 20. század során azonban a közoktatás, majd a központi tömegtájékoztatás fejlődésével a helyi tájszólás háttérbe szorult, és mára, legalábbis tiszta formájában, alig beszélik.

## Városi közigazgatás
| A városi közigazgatás („községi tanács”) képviselői helyeinek megoszlása                     |      |      |      |      |      |      |
| Párt                                                                                         | 1990 | 1994 | 1998 | 2002 | 2006 | 2010 |
| PvdA (szociáldemokraták)                                                                     | 9    | 7    | 8    | 6    | 10   | 7    |
| VVD (jobboldali liberálisok)                                                                 | 5    | 6    | 8    | 6    | 4    | 5    |
| CDA (kereszténydemokraták)                                                                   | 8    | 5    | 5    | 6    | 5    | 3    |
| Református Politikai Párt (SGP) (Református pártszövetség)                                   | –    | –    | –    | 2    | 3    | 3    |
| D66 (baloldali liberálisok)                                                                  | 5    | 6    | 3    | 3    | 2    | 3    |
| Gouda Positief – helyi párt                                                                  | –    | –    | –    | –    | –    | 3    |
| Baloldali Zöldek (baloldali zöldek)                                                          | 2    | 3    | 3    | 3    | 3    | 3    |
| Trots op Nederland – Lijst Rita Verdonk (Büszke hollandok – Rita Verdonk választási listája) | –    | –    | –    | –    | –    | 3    |
| Gouda's 50+ Partij – Az 50 feletti goudaiak pártja                                           | –    | –    | 1    | 1    | 3    | 2    |
| SP (szocialisták)                                                                            | –    | –    | 2    | 1    | 2    | 1    |
| Gemeentebelangen Gouda – A goudai közösségi érdekek pártja                                   | 1    | 3    | 1    | 5    | 2    | 1    |
| Staatkundig Gereformeerde Partij (SGP) – Kálvinista párt                                     | 3*   | 3*   | 4*   | 2    | 1    | 1    |
| Összesen                                                                                     | 33   | 33   | 35   | 35   | 35   | 35   |

### Testvérvárosi kapcsolatok
Goudának három hivatalos külföldi partnervárosa van. A legrégebbi partnerkapcsolat Kongsberg norvég várossal jött létre 1956-ban. Egy évvel később a német Solingen is Gouda testvérvárosa lett. Gloucester angol várossal 1972-ben kötöttek ilyen kapcsolatot.
E három testvérvárosról utcákat is neveztek el a városban. A város központjában felállítandó karácsonyfát minden évben Kongsberg városától kapják.
E hivatalos kapcsolatokon túl Gouda baráti kapcsolatokat ápol még Imzouren marokkói várossal, ahol a 2004-es földrengés után hozzájárultak az iskola újjáépítéséhez. Elmina ghánai várossal, a holland rabszolga-kereskedelem egykori központjával is kapcsolatot tartanak. Itt, szintén 2004 (a rabszolga-kereskedelemről és annak eltörléséről való megemlékezés nemzetközi éve) óta, a helyi hulladékkezelés problémájának megoldását segítik.

## Kultúra

### Nevezetességek
Gouda történelmi központjában számos nevezetes épület látható. A belvárost körülvevő csatornarendszer egy részét a 20. század 30-as, illetve 60-as éveiben területnyerés érdekében betemették. A 2000-es években vita indult arról, hogy ezek egy részét helyre kellene állítani. A korábbi védművekből csak kevés maradt fenn. Ennek ellenére a városban 330 országosan elismert műemlék van, amelyek közül a városháza és a Szent János-templom a legismertebbek. A belváros legmagasabb pontja a neogótikus Gouwe-templom 80 méter magas tornya.

#### A goudai városháza
A jellegzetes, piros fatáblás ablakokkal díszített városháza a belváros központjában elterülő piactér centrumában áll. A palota az utolsó nagy tűzvész után, 1448 és 1450 között épült belgiumi mészkőből, és az egyik legidősebb gótikus városháza Hollandiában. A körbejárható, minden oldaláról megcsodálható épület falait szobrok és domborművek ékesítik. Az egyik oldalán a 60-as években készült harangjáték látható, amely félóránként a városi jogok megszerzésének történetét eleveníti fel röviden.
A városháza építője a nevezetes brabanti Keldermans építőmester-család, a mecheleni Jan (III.) Keldermans volt. Alapozásához nem cölöpöket vertek le, hanem nehéz tölgyfagerendákból összeállított „tutajokat” alkalmaztak.
1497-ben az épületet felújították Szép Fülöp látogatása alkalmából, 1517–1518-ban átépítették. 1603-ig az épületet vizesárok vette körül és felvonóhídon lehetett megközelíteni. Az árok betemetésével egy időben épültek a reneszánsz teraszok, Gregorius Cool városi szobrász munkái.
További jelentősebb átépítésekre került sor 1692–1697, valamint 1946–1952 között, amikor is az elöregedett, fából készült alapozást is ki kellett cserélni. Az eddigi utolsó restauráció 1996-ban történt.

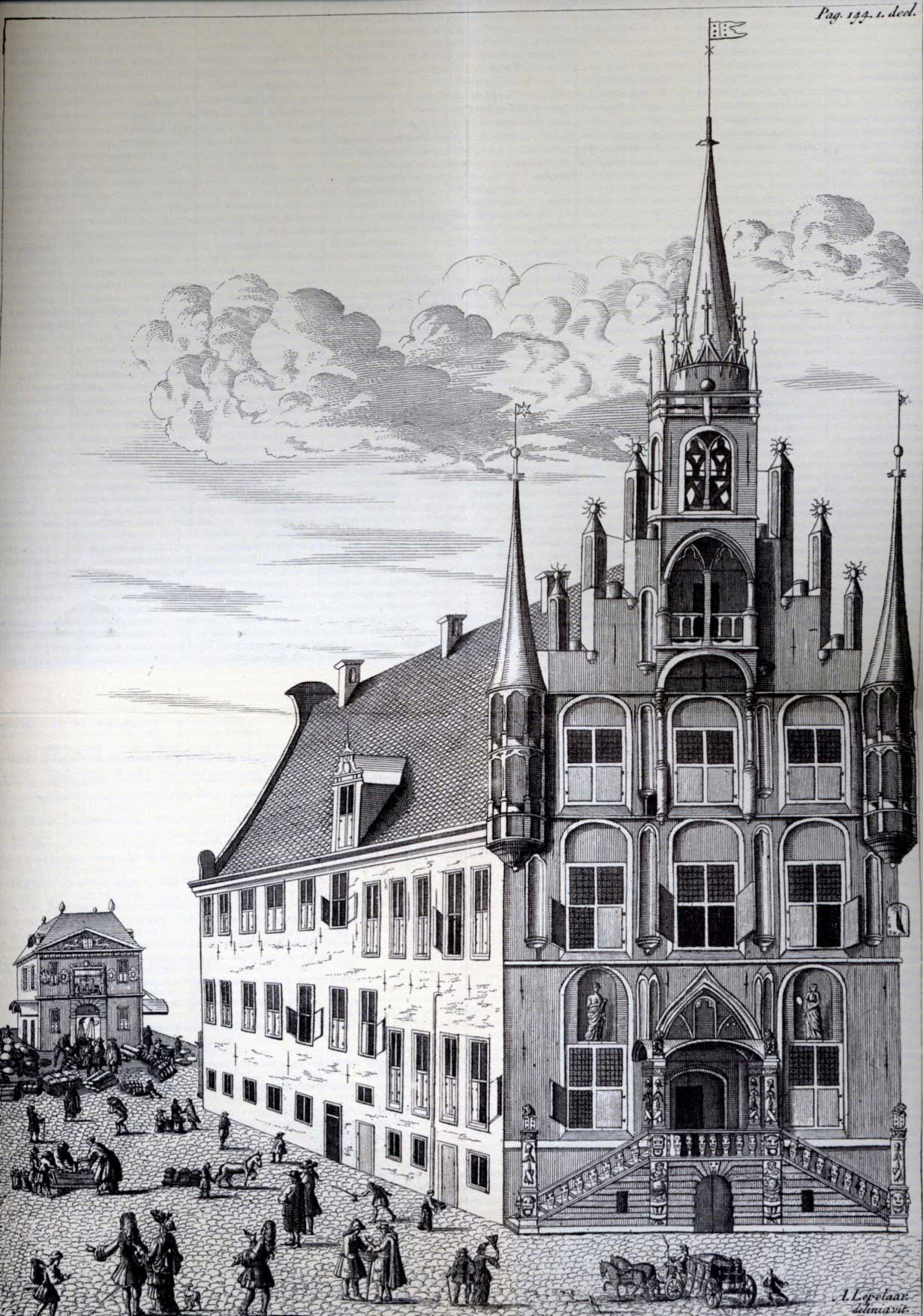
1712 körül készült metszet
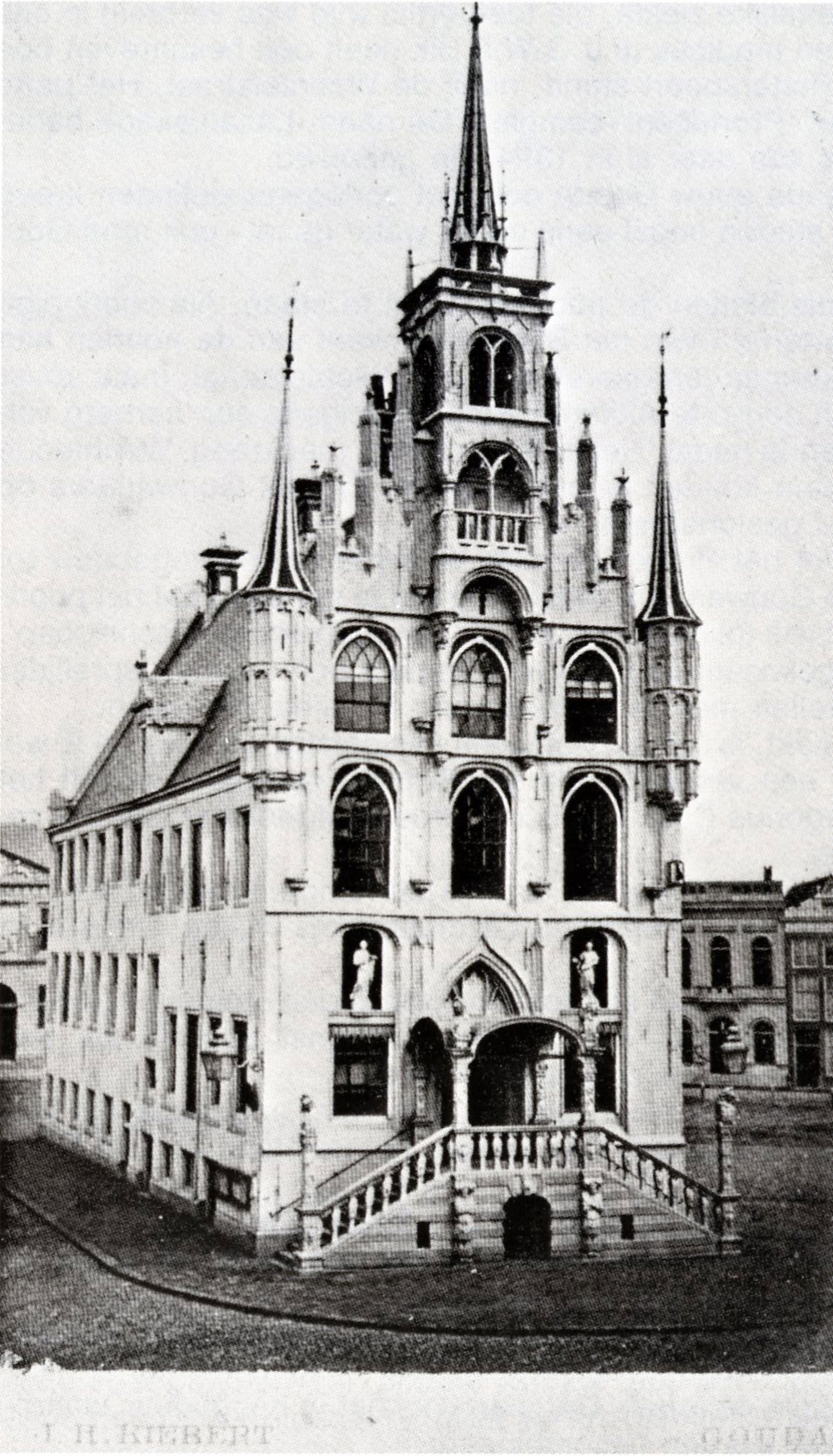
Az első fotó az épületről, 1867 körül
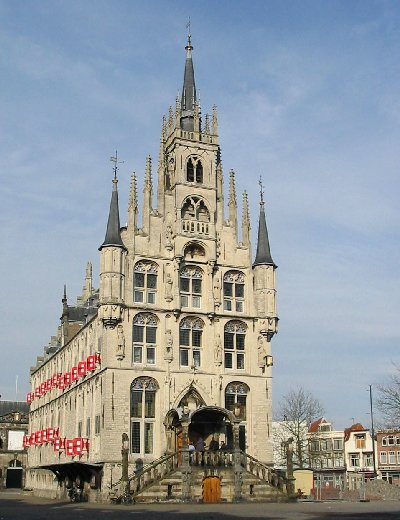
A városháza 2003-ban

A városháza jelenlegi belső berendezése a 17. és 18. századból származik. A házasságkötő terem faliszőnyegeit David Ruffelaer, a híres oudenaardei szőnyegkészítők leszármazottja készítette 1642-ben, Bourbon Henrietta Mária angol királyné látogatása alkalmára. A faliszőnyegeket 1948 és 1952 között az amszterdami Rijksmuseum műhelyében restaurálták.

#### Szent János-templom
A Keresztelő Jánosnak, Gouda védőszentjének szentelt gótikus templom mai alakjának fő részei a 15. és 16. században épültek, korábbi előzményekre alapozva. Ez a leghosszabb hollandiai templom 123 méteres külső hosszal. A holland műemlékvédelem hivatalos listáján az UNESCO által elismert 4–5000 hollandiai kulturális örökség közül az első száz között szerepel. A templom különösen híres festett üvegablakairól.
Az első írásos emlék egy ezen a helyen álló templomról 1278-ból származik. A templom a következő évszázadokban újra meg újra leégett, illetve újjáépítették. Az utolsó nagy tűzvész 1552-ben történt, az ezt követő újjáépítés után már sikerült elkerülni a további katasztrófákat. A hatalmas festett üvegablakok 1555–1603 között készültek.
A reformáció és a képrombolások idején a templom sértetlen maradt, mert a városi kormányzat kitartott II. Fülöp spanyol király mellett. Később azonban fokozatosan Goudában is teret nyert a holland reformáció és a szembenállás az egyre brutálisabb spanyol uralommal. A belső nyomás eredményeképpen a városi kormányzat hajlandónak mutatkozott átállni Orániai Vilmos herceg oldalára, de feltételként szabta a teljes vallásszabadság fenntartását. Bár az átállás után történt kisebb rombolás a templomban, az igazi értékeket sikerült megmenekíteni. A templomot bezárták, majd 1573-ban – amikor egész Hollandiában betiltották a katolikus vallás gyakorlását – mégis átadták a holland reformátusok számára.

#### Hofjékés más látnivalók
Más németalföldi városokhoz hasonlóan Goudában is számos hofje, zárt udvarocska épült jótékony adományokból egyedülálló, szegény sorú nők számára, akik parányi épületekben laktak ezekben. 1750-ben 21 hofje volt Goudában, de egy részüket időközben lebontották. A három leghíresebb fennmaradt udvar a Hofje van Cincq, a Hofje van Letmaet az Újpiac mellett, valamint a Swanenburgh's hofje a belváros másik végén.
Számos korábbi csatorna betemetése ellenére sok érdekes zsilip látható a fennmaradt csatornákon mind a belvárosban, mind a kissé távolabb eső városrészekben, köztük a Waaiersluis, a Julianasluis és a Mallegatsluis. A már felszámolt Havensluis mellett fennmaradt a korabeli vámház (Het Tolhuis) a hozzátartozó zsilipőrházzal. Itt hagyták el a várost a hajók Rotterdam felé.
Goudában korábban több mint húsz hagyományos szélmalom működött. Ezekből négy maradt fenn, a Vörös Oroszlán (de Roode Leeuw), a 't Slot, a Haastrechtse Molen és a 2010-ben helyreállított Mallemolen.

### Múzeumok, köztéri művészet
2007-ben a MuseumgoudA nevű szervezeti egységbe vonták össze a Catharina Gasthuis-t, egy korábbi vendégházból kialakított bemutató helyet, ahol többek között 16. századi oltárok részei láthatók festmények, helyi gyártású agyagpipák és modern műalkotások mellett, valamint a De Moriaan Nemzeti Gyógyszerészeti Múzeumot.
A MuseumgoudA mellett nevezetes a város egyik kikötőjében kialakított múzeum, ahol monumentális, muzeális hajók láthatók. A városban található a Dél-Holland tartomány második világháborús ellenállásának múzeuma is. A piactéren a Waag, azaz a mázsálóház épületében sajt- és kézműipari múzeum található.
Nem csak a múzeumokban, hanem a közterületeken is számos műalkotás látható a városban. Néhány szobor a belvárosban még a 17. századból származik. A 20. századi műalkotások a város egész területén fellelhetők.

## Oktatás, egészségügy, sport

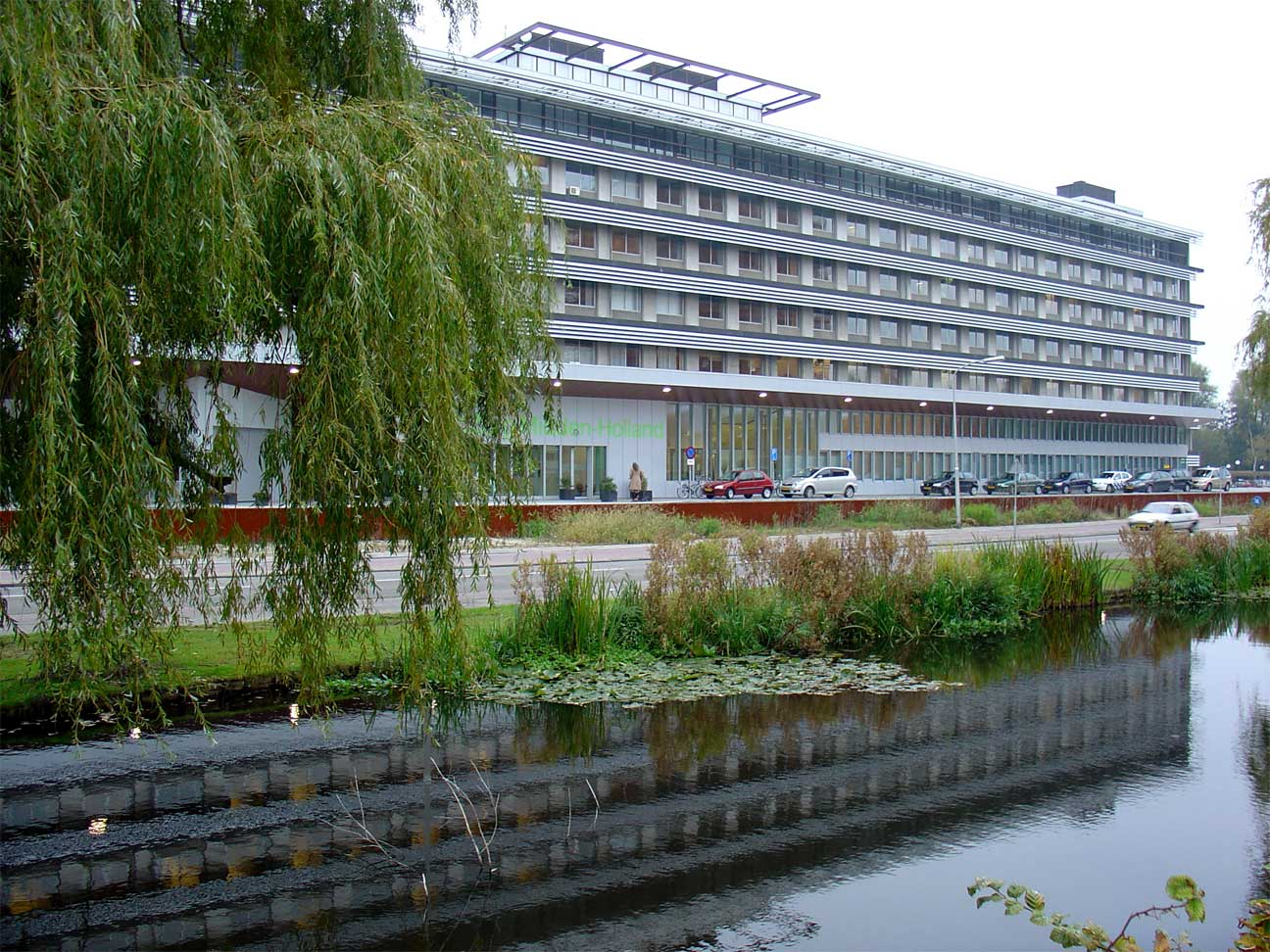
A Groene Hart kórház Goudában